# Acacia eremophiloides
Acacia eremophiloides är en ärtväxtart som beskrevs av Leslie Pedley och P.I.Frost. Acacia eremophiloides ingår i släktet akacior, och familjen ärtväxter. Inga underarter finns listade i Catalogue of Life.